# Ferrão
Carles Vagner Guiatge Filho (Chapecó, Brasil, 29 d'octubre de 1990) més conegut com a Ferrão, és un jugador de futbol sala professional que acostuma a jugar de pivot. Ferrão és golejador, inclús ha estat el que ha marcat més gols en la lliga durant diversos anys. El 2019 va ser triat pels premis de futbol sala (Futsal Awards) com el millor jugador del món.

## Biografia
Els primers passos de Ferrão en el món del futbol sala s'inicien al 2005, en el seu país natal, aprenent amb els conjunts Palmitos i Krona Joinville. El seu debut esportiu en un club professional es produeix amb el Krona Joinville al 2006. Ferrao participarà en tres clubs brasilers fins al 2011.
El jugador brasiler va viatjar a Rússia a jugar amb el MFK Tuymen on es va convertir en el màxim golejador de la lliga russa. Aquí és on es va produir el punt d'inflexió de la seva carrera i anys més tard, a l'estiu de 2014 el Barça i el Tuymen van arribar a un acord pel traspàs del jugador.

## Perfil tècnic
Ferrão juga de pivot i gràcies a la seva alçada i envergadura asseguren control i estabilitat en el joc de equip. Ell es dretà, però no te cap inconvenient en utilitzar la cama esquerra. El jugador brasiler te un gran olfacte golejador, i fins i tot ha estat el que més gols ha marcat a la lliga durant diversos anys.
Gràcies als nombrosos títols i reconeixements que Ferrão ha adquirit durant la seva trajectòria professional sabem que és un davanter de primera amb un gran ventall de recursos per finalitzar les jugades.
Ferrão ha jugat durant molts anys per la seva bandera nacional, fins que va arribar a ser internacional amb la selecció del Brasil. Al 2010 es va proclamar campió sud-americà de futbol sala sub-20 a Colòmbia.

## Trajectòria professional
Abans d'arribar al FC Barcelona de futbol sala el jugador ha participat en un total de sis equips, cinc d'ells d'origen brasiler i un de rus.
| 05/06         | Palmitos          |
| 06/07         | Krona Joinville   |
| 08/09         | Atlántico Erechim |
| 09/10         | Cortiana/UCS      |
| 10/11         | Norte Catarinense |
| 11/12 - 13/14 | MFK Tyumen        |
| 14/15 - 20/21 | FC Barcelona      |

## Palmarès
| Palmarès en Equip                               |
| ----------------------------------------------- |
| Internacional amb Brasil                        |
| Campió Sud-amèrica sub-20 amb Brasil (2010)     |
| 2 Copes de S.M. El Rey (2018,2019)              |
| 1 UEFA Futsal Champions League (19/20)          |
| 1 Lliga (18/19)                                 |
| 2 Copes d'Espanya (2019,2020)                   |
| 1 Supercopa d'Espanya (2019)                    |
| 5 Copes Catalunya (2014,2015,2016,2017,2018)    |
| Palmarès Individual                             |
| Millor Pivot LNFS (16/17)                       |
| Millor Jugador LNFS (18/19)                     |
| 3 cops Màxim Golejador LNFS (16/17,17/18,18/19) |